# Caren Kemner
Caren Kemner, nascida em 16 de Abril de 1965 em Quincy, Illinois, é uma ex-voleibolista norte-americana. Jogou no voleibol japonês e italiano no Telcom-Milan (1989-1990), Ravenna Il Messaggero (1992-1993) e atuou no voleibol brasileiro na equipe do Leite Moça/Club Atletico Sorocaba (1993-1994). Sua mais importante conquista foi pela Seleção dos Estados Unidos de Voleibol Feminino a medalha de bronze nos Olimpíada de Barcelona 1992 na Espanha. Caren Kemner  jogou duas temporadas na Faculdade de Voleibol Feminino (Universidade do Arizona). Atualmente treina times de voleibol feminino na  Faculdade (Culver-Stockton College).

## Resultados em Competições Internacionais
- 1985 - NORCECA (Medalha de Prata)[1]
- 1986 – Campeonato Mundial de Voleibol Feminino de 1986 (10º Lugar) [1]
- 1986 – Goodwill Games (Medalha de Bronze) [1]
- 1987 – NORCECA (Medalha de Prata) [1]
- 1988 – Jogos Olímpicos de Verão de 1988(7º Lugar)[2]
- 1990 – Goodwill Games(5º Lugar)[1]
- 1990 – Campeonato Mundial de Voleibol Feminino de 1990 (Medalha de Bronze)[1]
- 1991 – NORCECA (Medalha de Prata) [1]
- 1991 – Mundial de Gala [1]
- 1991 – Copa do Mundo de Volei Feminino (4º Lugar) [1]
- 1992 – Jogos Olímpicos de Verão de 1992(Medalha de Bronze)[2]
- 1992 – FIVB Super Four (Medalha de Bronze) [1]
- 1993 – NORCECA  (Medalha de Prata) [1]
- 1993 – FIVB Grand Champions Cup [1]
- 1995 – Grand Prix de Voleibol de 1995 (Medalha de Ouro) [1]
- 1995 – Copa do Mundo de Volei Feminino (7º Lugar) [1]
- 1996 – Jogos Olímpicos de Verão de 1996 (7º Lugar)[2]

## Premiações Individuais
- MVP no NORCECA 1987 [1]
- MVP na Copa do Mundo de 1991 [1]